# Rutjsenitsa

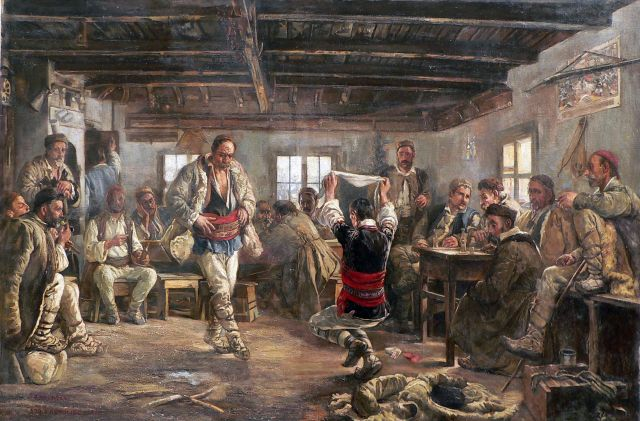
Ivan Mrkvička - Rachenitsa

Rutjsenitsa (Bulgaars: ръченица) is de (fonetisch geschreven) naam van een dans uit Bulgarije in een snelle 7/8 maatsoort. De naam, in het latijnse schrift ook wel geschreven als rŭčenica, ruchenica of  râčenica, komt van het Bulgaarse woord voor hand rŭka (enkelvoud) of rŭce (meervoud). Armbewegingen komen veel voor bij deze dans waarbij dansers soms zwaaien met een rŭčenik, een linnen of zijden sjaal of zakdoek.
De snelle 7/8 (2+2+3/8) maat is zeer kenmerkend voor de dans. Elke maat bestaat uit drie tellen, waarbij de laatste anderhalf keer zo lang is als de eerste twee: kort-kort-lang (ritme klinkt als kop-je kop-je scho-tel-tje). 
In heel Bulgarije zijn vele varianten van de rutsjenitsa, elke streek heeft zijn eigen stijl en eigen passen. Er zijn rutsjenitsa's die in paren worden gedanst (Rutjsenitsa po dvoika), in cirkels of in rijtjes. Soms dansen mannen gescheiden van vrouwen.